# Dinochloa
Genre
Dinochloa est un genre de plantes de la famille des Poaceae,  sous-famille des Bambusoideae, originaire d'Asie du Sud-Est, qui compte 36 espèces acceptées.
Ce sont des plantes vivaces au port grimpant, aux tiges ligneuses, pleines, de 10 à 30 mètres de long. Les épillets sont petits et comptent un seul fleuron et les fruits relativement gros sont des caryopses globuleux à péricarpe charnu (caryopses baccoïdes).

## Liste d'espèces
Selon The Plant List (23 octobre 2017) :
- Dinochloa acutiflora (Munro) Soenarko
- Dinochloa alata McClure
- Dinochloa albociliata Widjaja
- Dinochloa andamanica Kurz
- Dinochloa aopaensis Widjaja
- Dinochloa barbata S.Dransf.
- Dinochloa cordata S.Dransf.
- Dinochloa darvelana S.Dransf.
- Dinochloa dielsiana Pilg.
- Dinochloa elmeri Gamble
- Dinochloa erecta Widjaja
- Dinochloa glabrescens Widjaja
- Dinochloa hirsuta S.Dransf.
- Dinochloa kostermansiana S.Dransf.
- Dinochloa luconiae (Munro) Merr.
- Dinochloa macclellandii (Munro) Kurz
- Dinochloa malayana S.Dransf.
- Dinochloa matmat S.Dransf. & Widjaja
- Dinochloa morowaliensis Widjaja
- Dinochloa nicobariana R.B.Majumdar
- Dinochloa obclavata S.Dransf.
- Dinochloa oblonga S.Dransf.
- Dinochloa orenuda McClure
- Dinochloa palawanensis (Gamble) S.Dransf.
- Dinochloa petasiensis Widjaja
- Dinochloa prunifera S.Dransf.
- Dinochloa pubiramea Gamble
- Dinochloa robusta S.Dransf.
- Dinochloa scabrida S.Dransf.
- Dinochloa scandens (Blume ex Nees) Kuntze
- Dinochloa sepang Widjaja & Astuti
- Dinochloa sipitangensis S.Dransf.
- Dinochloa sublaevigata S.Dransf.
- Dinochloa trichogona S.Dransf.
- Dinochloa truncata Widjaja
- Dinochloa utilis McClure